# Edme Dumont
Pour les articles homonymes, voir Dumont.
Edme Dumont né à Paris en 1720 et mort dans la même ville le 10 novembre 1775 est un sculpteur français.

## Biographie
Il est le fils de François Dumont, sculpteur, et d'Anne Françoise Coypel (morte en 1755), fille de Noël Coypel qui se sont mariés à Paris le 21 novembre 1712.
Edme Dumont reçoit ses premières leçons de son père François Dumont (1687-1726), puis est élève d'Edmé Bouchardon. Ayant remporté le 2e prix de sculpture au concours de l'Académie, il a fait partie des six premiers élèves admis à l'École royale des élèves protégés, ouverte le 1er janvier 1749,. Il est agréé par l'Académie royale de peinture et de sculpture le 24 mars 1752, une semaine avant qu'il quitte l'école.
Il est admis à l'Académie le 29 octobre 1768, avec son morceau de réception Milon de Crotone,.
Il épouse à Paris, le 16 janvier 1759, Marie Berthault qui lui donne un fils, le sculpteur Jacques-Edme Dumont (1761-1844).
Il débute au Salon en 1753. Le 4 mars 1755, il signe un marché pour réaliser un fronton à la Manufacture royale de porcelaine de Sèvres sous le contrôle de François Boucher. Le dessin du fronton proposé n'est pas réalisé. Un nouveau projet est proposé en 1761 qui a été sculpté comme fronton du pavillon du milieu du bâtiment de le Manufacture. Le 30 avril 1770, il signe le marché pour réaliser le fronton de l'Hôtel des monnaies de Paris, sous le contrôle et la direction de l'architecte Denis Antoine pour le décoration du fronton du principal corps du bâtiment du côté de la cour royale, avec les figures assises représentant, de part et d'autre d'un cadran, d'un côté la Chimie ou l'Expérience, de l'autre l'Étude ou la Vigilance. Dans les angles du tympan sont représentés des attributs caractérisant le travail de la monnaie.
Le 10 novembre 1775, Edme Dumont meurt à Paris dans un grand dénuement dans son logement du palais du Louvre et est inhumé le lendemain au cimetière des Saint-Innocents, en présence de deux de ses amis, le peintre Claude-Jude Levilly et l'architecte Jean-François Raux.

## Œuvres
- Paris :
  - hôtel de la Monnaie, façade sur cour, fronton : L'Expérience et la Vigilance assises aux côtés d'un cadran surmonté d'un coq, 1770, bas-relief en pierre, sous la direction de Denis Antoine[9].
  - musée du Louvre : Milon de Crotone, 1768, statuette en marbre.
- Sèvres, Centre international d'études pédagogiques, pavillon du Roi, fronton : Les Armes du roi entourées de deux petits génies, 1756, bas-relief en pierre, sous la direction de François Boucher[10].

Œuvres d'Edme Dumont
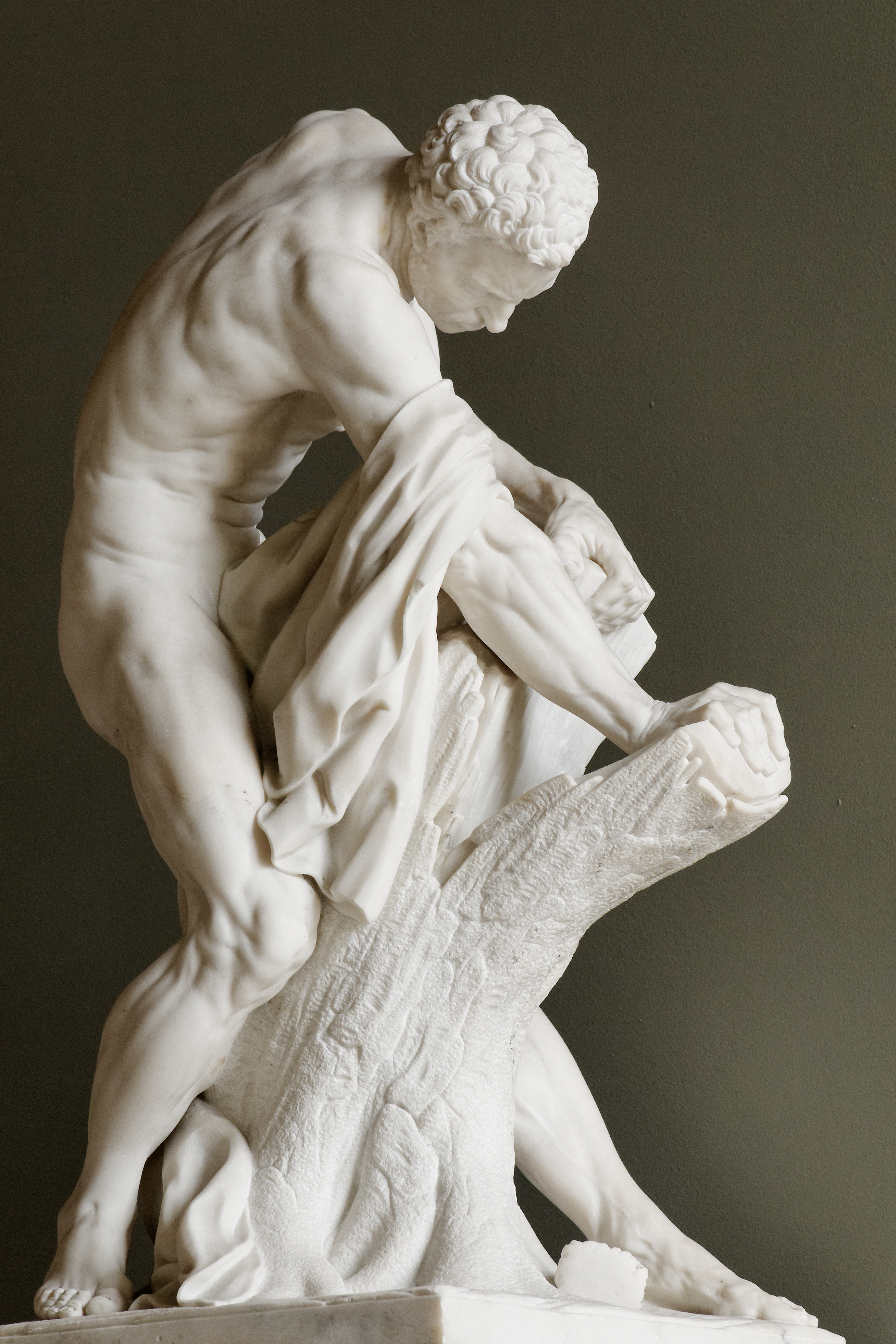
Milon de Crotone (1768), marbre, Paris, musée du Louvre.
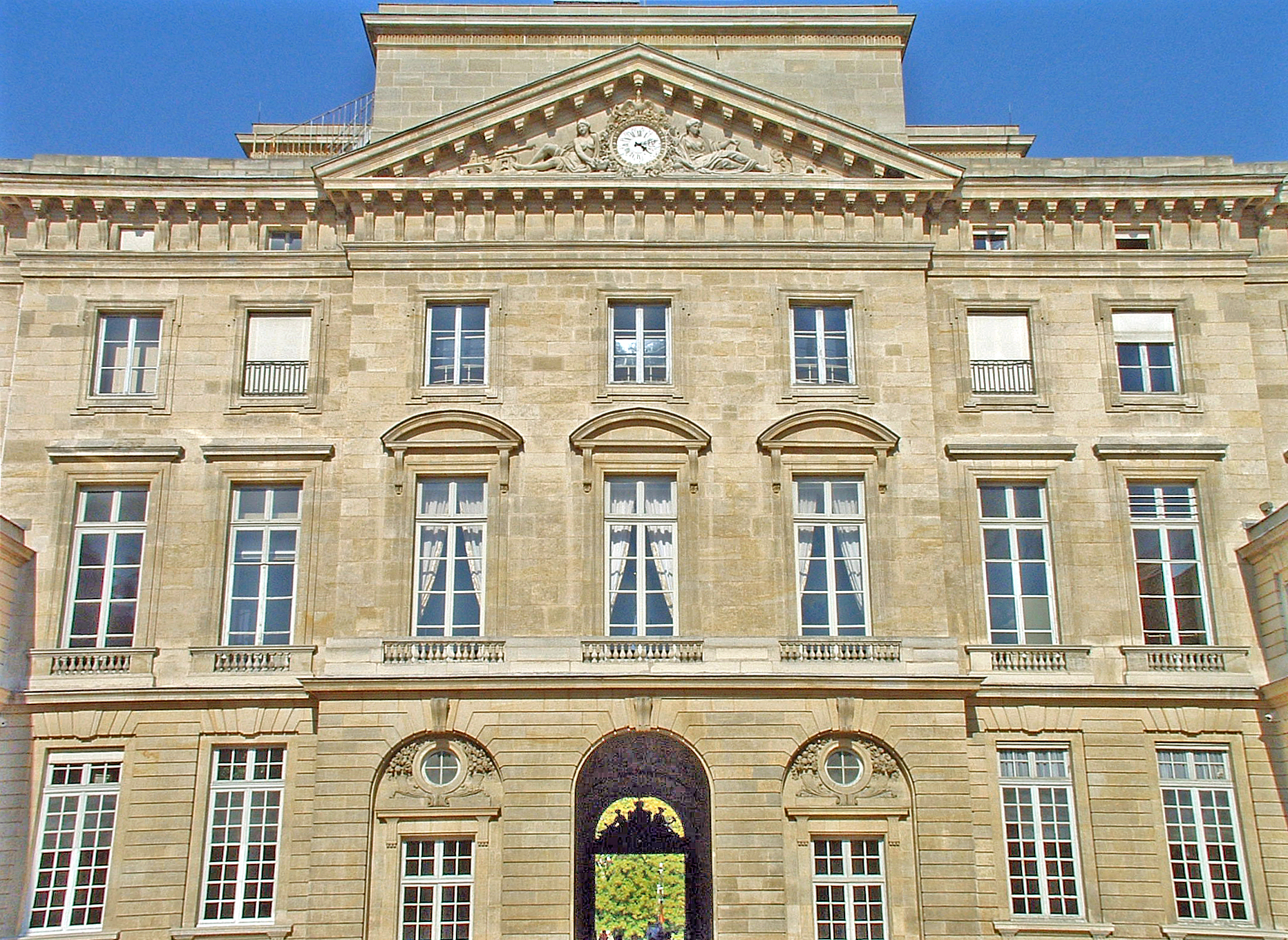
L'Expérience et la Vigilance assises aux côtés d'un cadran surmonté d'un coq (1770), fronton, Paris, hôtel de la Monnaie.

## Élèves
- Jacques-Edme Dumont